# Emirhisar, Sandıklı
Emirhisar là một xã thuộc huyện Sandıklı, tỉnh Afyonkarahisar, Thổ Nhĩ Kỳ. Dân số thời điểm năm 2011 là 351 người.